# Палау на Олимпийских играх
Палау дебютировала на Олимпийских играх в Сиднее, затем приняв участие во всех последующих летних Играх. За всё время выступления страны в Играх — по Олимпиаду 2016 года включительно — приняли участие 21 спортсмен (10 мужчин и 11 женщин), выступавших в соревнованиях по вольной борьбе, гребле на байдарках и каноэ, дзюдо, лёгкой атлетике, плаванию и тяжёлой атлетике.
Спортсмены Палау никогда не завоёвывали олимпийских медалей. В зимних Олимпиадах спортсмены Палау участия не принимали.
Национальный олимпийский комитет Палау был создан в 1997 году и признан МОК в 1999 году.

## Количество участников на летних Олимпийских играх
| Вид спорта                  | 2000 | 2004 | 2008 | 2012 | 2016 | Всего  |
| --------------------------- | ---- | ---- | ---- | ---- | ---- | ------ |
| Вольная борьба              |      | 1    | 2    |      | 1    | 3      |
| Гребля на байдарках и каноэ |      |      |      |      | 1(1) | 1(1)   |
| Дзюдо                       |      |      |      | 1(1) |      | 1(1)   |
| Лёгкая атлетика             | 2(1) | 2(1) | 2(1) | 2(1) | 1    | 7(3)   |
| Плавание                    | 2(1) | 1(1) | 1(1) | 1(1) | 2(1) | 7(5)   |
| Тяжёлая атлетика            | 1(1) |      |      | 1    |      | 2(1)   |
| Всего спортсменов           | 5(3) | 4(2) | 5(2) | 5(3) | 5(2) | 21(11) |

- в скобках приведено количество женщин в составе сборной